# Pagpag
Pagpag es el término tagalo para los restos de comida de los restaurantes (generalmente de restaurantes de comida rápida) recogidos en sitios de basura y vertederos. Los alimentos pagpag también pueden ser carne, pescado o verduras congeladas caducadas que se desechan en los supermercados y se recogen en los camiones de basura donde se recogen estos alimentos caducados. La palabra en tagalo significa literalmente "sacudir el polvo o la suciedad" y se refiere al acto de sacudir la tierra de la porción comestible de las sobras. El pagpag se puede comer inmediatamente después de encontrarlo o se puede cocinar de diversas formas.
El acto de comer pagpag surgió de los desafíos del hambre que resultaron de la pobreza extrema en Filipinas. La venta de pagpag era un negocio rentable en zonas donde vive gente pobre.  Pagpag también se llama batchoy, que se deriva del plato filipino del mismo nombre. Técnicamente, el batchoy se basa en sopa, aunque el término batchoy que se utiliza para referirse a los restos de comida de la basura puede ser una comida cocinada de forma diferente al pagpag-batchoy frito. Las personas que hurgan en la basura los restos de comida se llaman mambabatchoy.

## Preparación
Una vez que se eliminan la suciedad y las sustancias no comestibles, el pagpag se puede comer en el lugar donde se encuentra. También se puede procesar más, generalmente friéndolo en aceite caliente, según el tipo de alimento. El actor filipino y ex alcalde de Manila, Francisco Domagoso, solía hurgar en la basura los restos de comida y los llamaba «pagpag batsoy» después de freírlos. Han surgido pequeñas industrias artesanales en torno al pagpag, en las que personas empobrecidas se ganan la vida rebuscando, recolectando, procesando y vendiendo el pagpag procesado a otras personas con dificultades financieras. Un cocinero en un restaurante en Tondó, Gran Manila, prepara pagpag en la cocina tradicional filipina, como pagpag à la kaldereta o adobo, con la mezcla del pollo sobrante de Jollibee y KFC como ingrediente principal.

## Preocupaciones de salud
Los riesgos para la salud incluyen la ingestión de venenos, toxinas y enfermedades transmitidas por los alimentos. La Comisión Nacional de Lucha contra la Pobreza advierte contra el consumo de pagpag debido al riesgo de desnutrición y enfermedades como la hepatitis A, la fiebre tifoidea, la diarrea y el cólera.

## Soluciones para detener la propagación del alimento pagpag
La hambruna se ha relacionado con la difusión de los alimentos pagpag y se dijo que la crisis alimentaria originaria del colapso financiero de 2008 fue la causa del aumento de la pobreza en Filipinas. La Junta Nacional de Coordinación Estadística recomendó a la administración del presidente filipino Benigno Aquino III reducir la pobreza. El Secretario del Departamento de Bienestar Social y Desarrollo, Dinky Soliman, dijo que el gobierno ha estado abordando el problema y ayudando a los pobres a través de programas de alimentación y transferencias monetarias condicionadas. En 2014, una encuesta realizada por Social Weather Stations reveló que la incidencia del hambre en Filipinas se redujo, pero el Congreso de Sindicatos de Filipinas-Nagkaisa atribuyó la disminución del hambre a la rápida propagación del pagpag.
La gestión de residuos cero se considera una solución viable para detener la proliferación de alimentos pagpag.

## Cobertura mediática

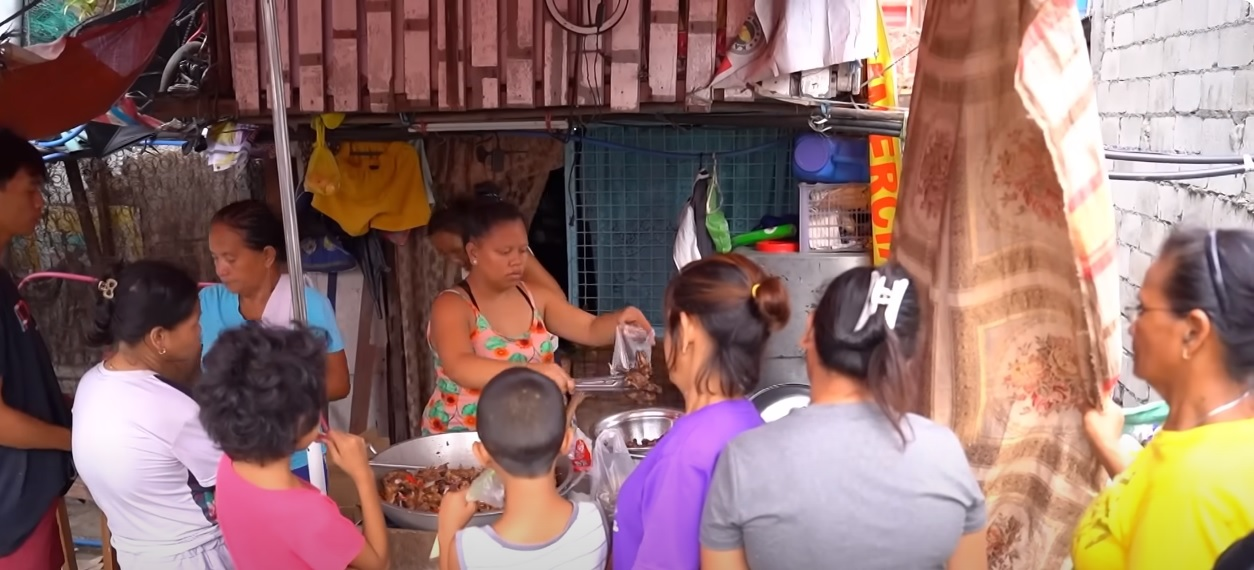
Venta de pagpag en un barrio pobre de Manila.

El hambre extrema en Filipinas que presenta pagpag ha sido cubierta en varios documentales de televisión. En 2003, el episodio titulado "Basurero" del programa documental I-Witness de la Red GMA cuenta una historia de gente pobre recogiendo sobras de la basura de los restaurantes de comida rápida. En dicho episodio, las personas que hurgan en la basura en busca de comida se llaman magbabatchoy, que se deriva de la palabra batchoy, un plato popular filipino. Como se mostró en ABS-CBN en 2006, Probe, otro programa documental, presenta pagpag y menciona los riesgos para la salud de comer pagpag.
Después de que CNN informara sobre pagpag en 2012, la realidad sobre los problemas del hambre en Filipinas llamó la atención del mundo. El The San Diego Union-Tribune también publicó un artículo sobre los residentes de Payatas preparando pagpag en celebración de la visita del Papa Francisco a Filipinas. En febrero de 2018, BBC News publicó un minidocumental de 3 minutos de duración que muestra cómo se hace el pagpag, en el que el equipo siguió una bolsa de carne desde el basurero hasta la mesa.
El hambre extrema en Filipinas que presenta pagpag ha sido cubierta en varios documentales de televisión. En el episodio titulado "Basurero" del programa documental I-Witness de la Red GMA se cuenta la historia de gente pobre recogiendo sobras de la basura de los restaurantes de comida rápida. Según una encuesta realizada por la Junta Nacional de Coordinación Estadística con la ayuda del Gobierno de la ciudad de Manila. La mayoría de las personas que consumen "pagpag" son de Tondo (95%), otra (3%) de otras provincias de Luzón además de Tondo, y el 2% son colonos informales de Visayas y Mindanao combinados.

## Otros usos de la palabra
En uso común, pagpag significa el acto de sacudir el polvo o la suciedad. Pagpag es también un término filipino para una superstición que dice que uno nunca puede ir directamente a su casa después de asistir a un funeral a menos que haya hecho el pagpag. Esta práctica se observa para evitar que el alma del difunto siga a la casa del visitante del velorio..